# Темирова, Айтурган
Айтурган Темирова (род. 2 февраля 1958, Кульджа) — советская киргизская киноактриса. Заслуженная артистка Киргизской ССР (1987), Народная артистка Кыргызской Республики (2001).

## Биография
Айтурган Темирова, одна из наиболее известных киноактрис Кыргызстана, родилась в 1958 году в семье военных, окончила школу во Фрунзе, Киргизская ССР.
Окончила Киргизское музыкально-хореографическое училище им. М. Куренкеева и Киргизский институт искусств им. Б. Бейшеналиевой.
Ее творческий путь началсяв 14 лет на съемочной площадке киноленты Болотбека Шамшиева «Алые маки Иссык-Куля». Молодой кинорежиссер, с которым Айтурган Темирову впоследствии на долгие годы связала судьба, разглядел в юной девушке, на тот момент еще школьнице, глубину личности и огромную способность к сопереживанию и перевоплощению, которые очень быстро сделали из нее кинозвезду мирового масштаба.

Это у нее вышло так естественно, что потом, во время просмотра фильма, бабушка все время жалела внучку и сама украдкой вытирала слезы. Впрочем, игру Айтурган оценила не только бабушка. В 1972 году на Всесоюзном кинофестивале в Тбилиси юная актриса была удостоена награды за лучший дебют.— журнал «Молодая гвардия», 1982 год
Актерская игра Айтурган Темировой была высоко оценена на Всесоюзном кинофестивале в Тбилиси в 1972 году, где она была удостоена престижной премии за лучший дебют. Умение воплощать на экране самые разные образы — от глубоко драматических до комедийных, многолетний самоотверженный труд и способность буквально жертвовать собой на съемочной площадке ради достоверности образа и нарратива сделали из Айтурган Темировой одну из наиболее востребованных актрис в кыргызском кино. Исполняемые ею роли следовали одна за другой — в «Белом пароходе», «Ранних журавлях», «Волчьей яме»… Каждый из фильмов с участием полюбившейся актрисы смотрели миллионы зрителей, а профессиональное сообщество присуждало им главные и специальные призы на кинофестивалях.
За присвоение Айтурган Темировой звания Заслуженной артистки Киргизской ССР в 1987 году ходатайствовал сам Чингиз Айтматов, отмечая ее существенный вклад в развитие кыргызского национального киноискусства. «Незаурядная, многогранная одарённость», — такими словами известный писатель описывал талант актрисы, которая воплотила на экране в общей сложности порядка двух десятков ярких, самобытных женских образов.
Помимо звания Заслуженной артистки Киргизской ССР, Айтурган Темировой было присвоено звание Народной артистки Кыргызской Республики (1999). Она также отмечена множеством наград и премий, в том числе Орденом «Достық» II степени, присвоенном кыргызской актрисе по указу президента Казахстана Нурсултана Назарбаева. Эта высокая награда была присуждена Айтурган Темировой за блестяще сыгранную роль легендарного советского снайпера, Героя Советского Союза казашки Алии Молдагуловой в фильме Болотбека Шамшиева «Снайперы» (1985).
По случаю 30-летия независимости Кыргызстана и 80-летия кыргызского кинематографа, за свой многолетний творческий путь Айтурган Темирова была награждена в августе 2021 года Орденом «Манас» III степени Кыргызской Республики. В это же время за выдающийся вклад в развитие мирового кинематографа Айтурган Темирова была удостоена звания Офицера Ордена искусств и литературы Франции, одной из четырёх министерских наград Франции.
В 90-е годы вышла замуж за гражданина Чехии, живёт в Брно.

## Фильмография
- 1972 — Алые маки Иссык-Куля — Калыча
- 1976 — Белый пароход — Гульджамал
- 1978 — Среди людей — Гульджан
- 1979 — Ранние журавли — жена Сарыгула
- 1981 — Не ставьте Лешему капканы… — Тайка
- 1982 — Не ищи объяснения — Джамиля
- 1982 — Тринадцатый внук — Сана
- 1983 — Дела земные — Сагынай
- 1983 — Волчья яма — Аджар
- 1985 — Снайперы — Алия Молдагулова
- 1987 — Дилетант
- 1987 — Приют для совершеннолетних
- 1989 — Восхождение на Фудзияму — Гульджан
- 1989 — Заговор — Сабина
- 1992 — Аномалия
- 1999 — День ангела — Мадам
- 2005 — Сундук предков — эпизод

## Призы и награды
- 1972 — Лауреат премии Всесоюзного кинофестиваля за лучший дебют
- 1987 — Заслуженная артистка Киргизской ССР
- 1992 — Премия им. Асаналы Ашимова за вклад в казахский кинематограф за раскрытие образа Алии Молдагуловой.
- 2001 — Народная артистка Кыргызской Республики
- 2016 — Орден «Достык» II степени (Казахстан)
- 2021 — Орден «Манас» III степени[1]
- 2021 — кавалер ордена Искусств и литературы (Франция)[2]